# Stanisław Szwedo
Stanisław Szwedo (ur. 1965) – polski koszykarz występujący na pozycji skrzydłowego.

## Osiągnięcia
Indywidualne
- Najlepszy obrońca mistrzostw Polski juniorów (1983)

Reprezentacja
- Uczestnik mistrzostw Europy U–18 (1984 – 11. miejsce)[1]